# 康德锯鳞鱼
康德锯鳞鱼，为金鱗魚科鋸鱗魚屬下的一个种。分布於印度太平洋一帶海域。

## 特徵
本魚背部呈紅色，越往下方顏色越淡，自胸鰭以下則為白色，第一背鰭黃色，第二背鰭、臀鰭鰭條部及尾鰭紅色。有孔側線鱗片數37至44枚。體長可達25公分。

## 生態
為夜行性魚類，晝間單獨或成群聚集在礁洞內棲息。棲息範圍可從浪拂區淺水域到30公尺深的水域。以魚類和甲殼類為食。

## 經濟利用
食用魚，但其肝、消化道及生殖腺有累積熱帶魚毒，應避免食用這些部位。